# Coffee Stain Studios
Coffee Stain Studios är ett svenskt programvaruföretag med inriktning på dator- och mobilspel. Företaget bildades 2010 av studenter vid Högskolan i Skövde. Företaget har också sitt säte i Skövde. 2010 släpptes I Love Strawberries för iOS via App Store. 15 april 2011 lanserades Sanctum för Microsoft Windows via Steam.
I Love Strawberries distribuerades av Atari, som i och med spelsläppet debuterade på iOS.
Sanctum utvecklades ursprungligen som en modifikation av Unreal Tournament 3. Modifikationen var ett bidrag i en tävling som Unreal-utvecklaren Epic Games hade utlyst 2009. Sanctum belönades med flera utmärkelser i tävlingen. Sedermera bildades Coffee Stain Studios som snart skrev ett femårsavtal med Epic Games vilket tillät Coffee Stain Studios att använda Unreal Engine 3 i en helt fristående version av Sanctum och även i framtida projekt.
I november 2018 blev företaget uppköpt av Embracer Group (vid tillfället kallat THQ Nordic AB) för 392 miljoner kr.

## Företagsstruktur
- Embracer Group[7]
  - Coffee Stain Holding (100%)[7]
    - Coffee Stain Studios (100%)[7]
    - Coffee Stain Publishing (100%)[7]
    - Coffee Stain North (60%)[7]
    - Lavapotion (60%)[7]
    - Ghost Ship Games (35%)[7]
    - Other Tales Interactive (20%)[7]

## Ludografi
| År   | Titel                       | Plattform | Plattform | Plattform | Plattform | Plattform | Plattform | Plattform | Plattform | Plattform | Plattform | Utvecklare           | Förläggare                                 |
| År   | Titel                       | Android   | iOS       | Lin       | Mac       | Win       | PS3       | PS4       | X360      | XONE      | Switch    | Utvecklare           | Förläggare                                 |
| ---- | --------------------------- | --------- | --------- | --------- | --------- | --------- | --------- | --------- | --------- | --------- | --------- | -------------------- | ------------------------------------------ |
| 2010 | I Love Strawberries         | Nej       | Ja        | Nej       | Nej       | Nej       | Nej       | Nej       | Nej       | Nej       | Nej       | Coffee Stain Studios | Atari                                      |
| 2011 | Sanctum                     | Nej       | Nej       | Nej       | Ja        | Ja        | Nej       | Nej       | Nej       | Nej       | Nej       | Coffee Stain Studios | Coffee Stain Studios                       |
| 2013 | Super Sanctum TD            | Nej       | Ja        | Nej       | Ja        | Ja        | Nej       | Nej       | Nej       | Nej       | Nej       | Coffee Stain Studios | Coffee Stain Studios                       |
| 2013 | Sanctum 2                   | Nej       | Nej       | Ja        | Ja        | Ja        | Ja        | Nej       | Ja        | Nej       | Nej       | Coffee Stain Studios | - Coffee Stain Studios - Reverb Publishing |
| 2014 | Goat Simulator              | Ja        | Ja        | Ja        | Ja        | Ja        | Ja        | Ja        | Ja        | Ja        | Ja        | Coffee Stain Studios | - Coffee Stain Studios - Double Eleven     |
| 2014 | A Story About My Uncle      | Nej       | Nej       | Ja        | Ja        | Ja        | Nej       | Nej       | Nej       | Nej       | Nej       | Gone North Games     | Coffee Stain Studios                       |
| 2016 | The Westport Independent    | Ja        | Ja        | Ja        | Ja        | Ja        | Nej       | Nej       | Nej       | Nej       | Nej       | Double Zero One Zero | Coffee Stain Studios                       |
| 2018 | Puppet Fever (early access) | Nej       | Nej       | Nej       | Nej       | Ja        | Nej       | Nej       | Nej       | Nej       | Nej       | Coastalbyte Games    | Coffee Stain Publishing                    |
| 2019 | Deep Rock Galactic          | Nej       | Nej       | Nej       | Nej       | Ja        | Nej       | Nej       | Nej       | Ja        | Nej       | Ghost Ship Games     | Coffee Stain Publishing                    |
| 2019 | Huntdown                    | Nej       | Nej       | Ja        | Ja        | Ja        | Nej       | Ja        | Nej       | Ja        | Ja        | Easy Trigger Games   | Coffee Stain Publishing                    |
| 2019 | Satisfactory                | Nej       | Nej       | Nej       | Nej       | Ja        | Nej       | Nej       | Nej       | Nej       | Nej       | Coffee Stain Studios | Coffee Stain Publishing                    |
| 2022 | Goat Simulator 3            | Nej       | Nej       | Nej       | Nej       | Ja        | Nej       | Ja        | Nej       | Ja        | Nej       | Coffee Stain North   | Coffee Stain Publishing                    |